# Protium paniculatum
Protium paniculatum är en tvåhjärtbladig växtart som beskrevs av Adolf Engler. Protium paniculatum ingår i släktet Protium och familjen Burseraceae.

## Underarter
Arten delas in i följande underarter:
- P. p. modestum
- P. p. riedelianum